# Malayotyphlops luzonensis
Espèce
Synonymes
- Typhlops luzonensis Taylor, 1919

Statut de conservation UICN

 DD  : Données insuffisantes
Malayotyphlops luzonensis est une espèce de serpents de la famille des Typhlopidae. 

## Répartition
Cette espèce est endémique des Philippines. Elle se rencontre dans les îles de Luçon, de Negros et de Marinduque.

## Description
L'holotype de Malayotyphlops luzonensis mesure 260 mm dont 4 mm pour la queue et dont le diamètre au milieu du corps est de 4,5 mm. Cette espèce a le dos brun olive rougeâtre et la face ventrale brun jaunâtre.

## Étymologie
Son nom d'espèce, composé de luzon et du suffixe latin -ensis, « qui vit dans, qui habite », lui a été donné en référence au lieu de sa découverte, l'île de Luçon.

## Publication originale
- Taylor, 1919 : New or rare Philippine reptiles. Philippine Journal of Science, vol. 14, p. 105-125 (texte intégral).